# Gaziantep (provincie)
Gaziantepská provincie je provincie v jihocentrálním Turecku, regionu Jihovýchodní Anatolie. Jejím hlavním městem je Gaziantep, který měl k roku 2000 celkem 853 513 obyvatel. Na severu sousedí s Adıyamanskou provincií, na východě s Şanlıurfskou, na jihu se Kiliskou a Sýrií, na jihozápadě s Hatayskou, na západě s Osmaniyjskou a na severozápadě s provincií Kahramanmaraş.
Ve starověku procházela územím provincie významná obchodní stezka a dnes se jedná o jednu z hlavních tureckých výrobních oblastí, jejímuž zemědělství dominuje pěstování pistáciových oříšků.

## Administrativní členění
Gaziantepská provincie se administrativně člení na 9 distriktů:
- Araban
- Islahiye
- Karkamış
- Nizip
- Nurdağı
- Oğuzeli
- Şahinbey
- Şehitkamil
- Yavuzeli